# Курсель, Николь
Николь Курсель (фр. Nicole Courcel, урождённая — Николь Мари Жанна Андриё; фр. Nicole Marie Jeanne Andrieu; 21 октября 1931[…], Сен-Клу, Сена и Уаза, Франция — 25 июня 2016[…], XVI округ Парижа, Франция) — французская актриса.

## Биография
Пик популярности актрисы пришёлся на 1950—1960-е годы. Её фильмография насчитывает более 50 фильмов и сериалов. Также работала в театре.
Наиболее известной её героиней стала Мадлен в фильме «Воскресенья в Виль-д’Эвре» (1962). Среди значимых работ также картины «Мари из порта» (1950), «Тайны Версаля» (1953) и «Колдунья» (1956) с Мариной Влади.
В последний раз Николь Курсель появилась на экранах в телефильме режиссёра Жозе Дайана «Миледи» (2004).
Дочь актрисы — французская телеведущая и кулинарный обозреватель Жюли Андриё (род. 1974).
Курсель ушла из жизни летом 2016 года. Похороны актрисы состоялись 30 июня в церкви Сен-Рок в Париже.

## Фильмография

### Кино
- 1948 — Влюблённые одни на свете / Les Amoureux sont seuls au monde (реж. Анри Декуэн) — официантка в ресторане
- 1948 — Глазами памяти / Aux yeux du souvenir (Жан Деланнуа) — ученица курса Симона
- 1949 — Свидание в июле / Rendez-vous de juillet (Жак Беккер) — Кристин Курсель
- 1949 — Мари из порта / La Marie du port (Марсель Карне) — Мари Ле Флем
- 1951 — Висельник / Gibier de potence (Андре Бо и Роже Ришбе) — Доминика
- 1951 — Любовники мёртвой реки / Les Amants de bras-mort (Марчелло Пальеро) — Моник Левер
- 1953 — Любовь кончается на заре / Les Amours finissent à l’aube (Анри Калеф) — Леона Фасслер
- 1953 — Тайны Версаля / Si Versailles m'était conté… (Саша Гитри) — мадам де Шалис
- 1954 — При закрытых дверях / Huis clos (Жаклин Одри) — Ольга
- 1954 — Большой щит / Le Grand Pavois (Жак Пиното) — Мадлен
- 1954 — Продавщицы иллюзий / Marchandes d’illusions (Рауль Андре) — Мария
- 1954 — Безумный коллеж / Le Collège en folie (Анри Лепаж) — Лидия
- 1954 — Папа, мама, служанка и я / Papa, maman, la bonne et moi (Жан-Поль Ле Шануа) — Катрин Лизере
- 1955 — Подпольщики / Les Clandestines (Рауль Андре) — Вероник Годен
- 1956 — Инспектор разбирается в музыке / L’inspecteur connaît la musique (Жан Жозиповичи) — Элен
- 1956 — Папа, мама, моя жена и я / Papa, maman, ma femme et moi (Жан-Поль Ле Шануа) — Катрин Ланглуа
- 1956 — Колдунья / La Sorcière (Андре Мишель) — Кристина Лундгрен
- 1956 — Женский клуб / Club de femmes (Ральф Хабиб) — Николь Леруа
- 1957 — Случай доктора Лорана / Le Cas du docteur Laurent (Жан-Поль Ле Шануа) — Франсин Пайо
- 1957 — Инспектору нравится неразбериха / L’inspecteur aime la bagarre (Жан Девевр) — Элен Даво
- 1957 — Шкура медведя / La Peau de l’ours (Клод Буассоль) — Анн-Мари Ледрю
- 1959 — Человек, проходящий сквозь стены / Ein Mann geht durch die Wand (Ладислао Вайда) — Ивонн Штейнер
- 1959 — Красотка и цыган / La Belle et le Tzigane (Жан Древиль и Мартон Келети) — Джорджина Уэллс
- 1960 — Завещание Орфея / Le Testament d’Orphée (Жан Кокто) — неловкая мать
- 1961 — Переход через Рейн / Le Passage du Rhin (Андре Кайат) — Флоранс
- 1961 — Любовь в Париже / Les Amours de Paris (Жак Пуатрено) — Николь Ланье
- 1961 — Римские амазонки / Le vergini di Roma (Карло Лудовико Брагалья и Витторио Коттафави) — Луцилла, жена Порсенны
- 1961 — Маленькие драмы / Les Petits Drames (Поль Векьяли) — Ивонн
- 1961 — Да здравствует Генрих IV, да здравствует любовь! / Vive Henri IV, vive l’amour! (Клод Отан-Лара) — Жаклин де Бёй
- 1962 — Воскресенья в Виль-д’Авре / Les Dimanches de Ville d’Avray (Серж Бургиньон) — Мадлен
- 1962 — Страх в саванне / Konga Yo (Ив Аллегре) — Мари
- 1963 — Остановка в Мариенборне / Verspätung in Marienborn (Рольф Хёдрих) — медсестра Кати
- 1965 — Ник Картер и красный трилистник / Nick Carter et le trèfle rouge (Жан-Поль Савиньяк) — Дора
- 1966 — Уловки дьявола / Les Ruses du diable (Поль Векьяли) — хозяйка закусочной
- 1966 — Создания / Les Créatures (Аньес Варда) — эпизод; в титрах не указана
- 1967 — Ночь генералов / La Nuit des généraux (Анатоль Литвак) — Раймонда
- 1972 — Приключение есть приключение / L’aventure c’est l’aventure (Клод Лелуш) — Николь
- 1972 — Душитель / L'Étrangleur (Поль Векьяли) — Клод
- 1972 — Обитель бегинок / Le Rempart des Béguines (Ги Казариль) — Тамара
- 1973 — Офицер полиции без всякого значения / Un officier de police sans importance (Жан Ларриага) — Фабьенна
- 1974 — Пощёчина / La Gifle (Клод Пиното) — Мадлен
- 1975 — Тома / Thomas (Жан-Франсуа Дион) — Флоранс, мать
- 1979 — Дух семьи / L’Esprit de famille (Жан-Пьер Блан) — Элен

### Телевидение
- 1953—1954 — Зарубежная интрига / Foreign Intrigue (Шелдон Рейнолдс[англ.]) (2 эпизода) — Анетта / подпольный лидер
- 1955 — Шерлок Холмс / Sherlock Holmes (Джек Гейдж) (телесериал) — Мари Гран
- 1967 — Парижанка / La Parisienne (Жан Кершброн) (телефильм) — Клотильда Дюмениль
- 1972 — Буссардели / Les Boussardel (Рене Лико) (мини-сериал) — Аньес Буссардель
- 1973 — Паук / L’Araignée (Реми Грумбах) (телефильм) — Жанна Бюль
- 1973 — Свидетельства / Témoignages (телесериал) — провидица
- 1974 — Мадам Бовари / Madame Bovary (Пьер Кардиналь) (телефильм) — Эмма Бовари
- 1979 — Сегодня вечером в театре[фр.] / Au théâtre ce soir (Пьер Саббаг) (телеспектакль) — Чарли; эпизод «Гудбай, Чарли» / Good Bye Charlie
- 1981 — Четыре женщины, четыре жизни: Дом печали / Quatre femmes, quatre vies: La maison bleue (телефильм) — Николь Тайяндье
- 1981 — Четыре женщины, четыре жизни: Прекрасный союз / Quatre femmes, quatre vies: La belle alliance (телефильм) — Клер Б.
- 1981 — Четыре женщины, четыре жизни: Зимний свитер / Quatre femmes, quatre vies: Des chandails pour l’hiver (телефильм) — Лоранс Ванье
- 1981 — Четыре женщины, четыре жизни: Быть счастливой без счастья / Quatre femmes, quatre vies: Être heureux sans le bonheur (телефильм) — Югетта
- 1981 — Дело закрыто / Non-Lieu, (Брюно Гантийон) (телефильм) — Соланж
- 1983 — Кредо / Credo (Жак Дере) (телефильм) — Ольга Тальберг
- 1983 — Диалоги кармелиток / Dialogues des carmélites (Пьер Кардиналь) (телефильм) — мать Мария от Воплощения
- 1984 — Алло Беатрис / Allô Béatrice (Жак Бенар) (телесериал) — Беатрис Руссель
- 1986 — Долина тополей / La Vallée des peupliers (телесериал) — Жаклин де Лоренци
- 1989 — Два вируса / Les deux virus (телефильм) — Миозотис
- 1994 — Миллиардерша / La Milliardaire (Жак Эрто) (телефильм) — Ирен Обрак
- 1995 — Последние пять минут / Les ciinq dernières minutes, (телесериал) — Элиза Вейрак
- 1999 — Судьба Стенфортов / Le Destin des Steenfort (Жан-Даниель Верёг) (мини-сериал) — Маргит Стенфорт
- 2003 — Семья Тибо / Les Thibault (Жан-Даниель Верёг) (мини-сериал) — Виолетта
- 2004 — Миледи[фр.] / Milady (Жозе Дайан) (телефильм) — Жанна Де Брёй